# Penthouse (appartement)
 (novembre 2020).
Si vous disposez d'ouvrages ou d'articles de référence ou si vous connaissez des sites web de qualité traitant du thème abordé ici, merci de compléter l'article en donnant les références utiles à sa vérifiabilité et en les liant à la section « Notes et références ».
Pour les articles homonymes, voir Penthouse.

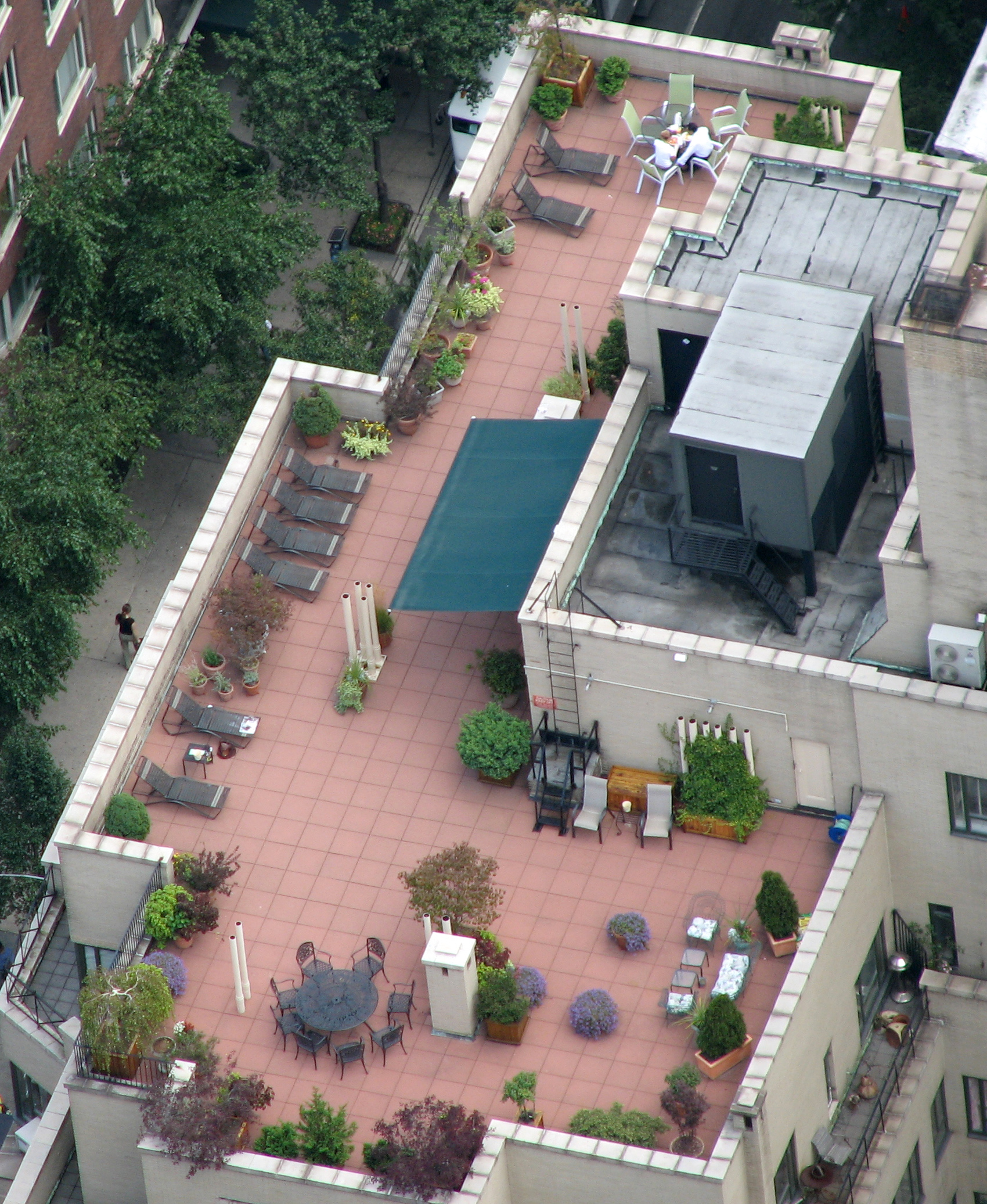
Penthouse et terrasse aménagée (vus depuis l'Empire State Building de Manhattan à New York).

Un penthouse (ou « appartement-terrasse ») est un appartement ou une suite d’hôtel haut de gamme situé au dernier étage d’un immeuble ou d'un palace. Il dispose en général d’une grande terrasse et d'un jardin de toiture aménagé, avec une vue panoramique urbaine privilégiée.

## Historique
Les penthouses sont nés dans les Roaring Twenties, comme sont appelées les années 1920 aux États-Unis, période durant laquelle une forte croissance économique est à l'origine d'un boom de la construction immobilière dans les grandes zones urbaines du pays, comme New York. Les premiers ascenseurs sans liftier permettent l’accès aisé et la mise en valeur du sommet des immeubles.   
En 1923, un des premiers penthouses de l'histoire de l'architecture est aménagé sur le toit du Plaza Hotel à Manhattan, avec vue panoramique sur Central Park. Achevé en 1925, le « Conde Nast's Duplex » de l'éditeur de presse Condé Nast (fondateur de la maison d'édition Condé Nast Publications en 1908), est également un des premiers appartements penthouse historiques de prestige de New York, au 1040 Park Avenue. Il est décoré « à la française » par la décoratrice d’intérieur Elsie de Wolfe. Ils sont suivis par un développement rapide des appartements penthouse de luxe dans les années suivantes.

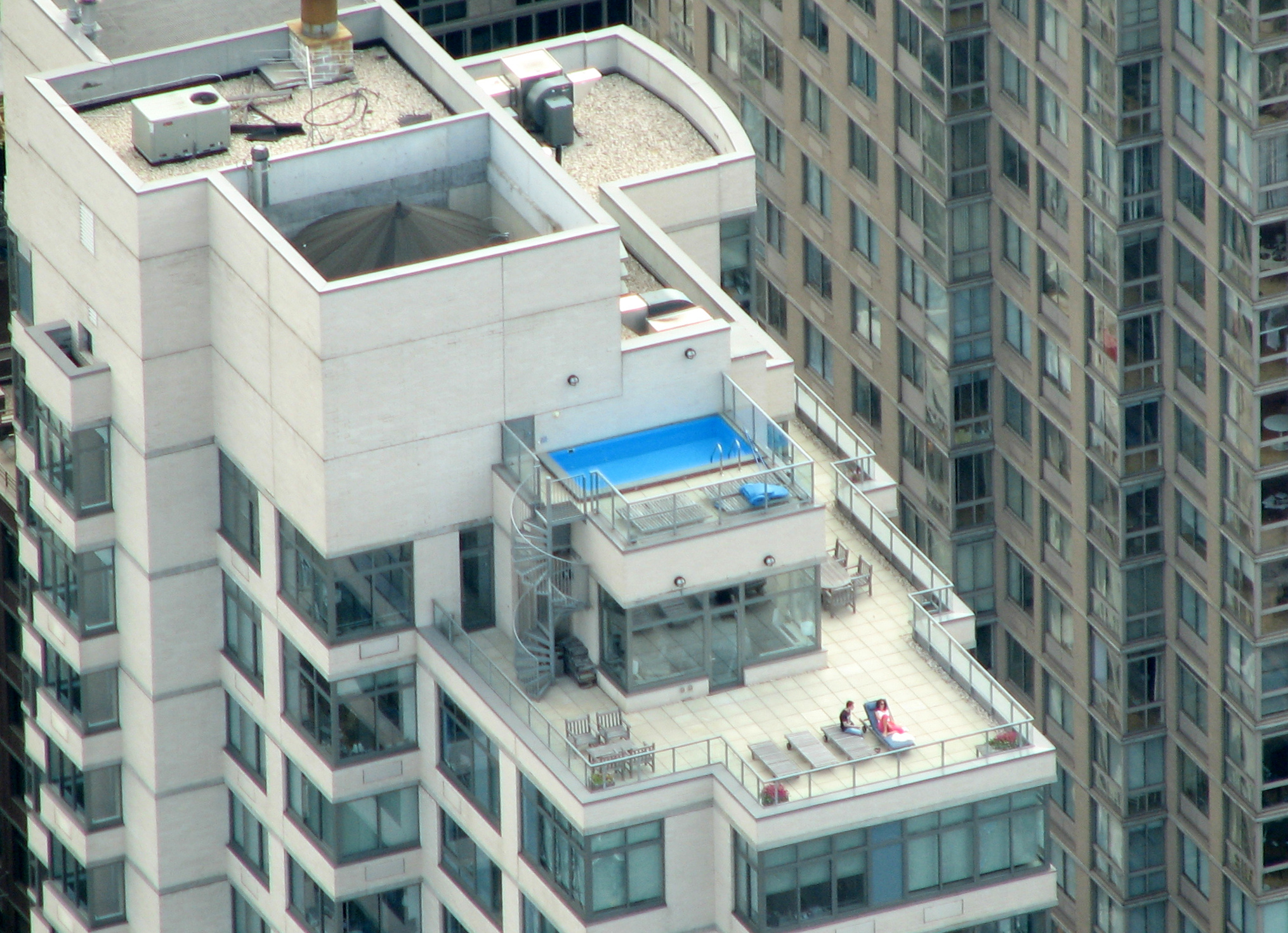
Penthouse et piscine vus depuis l'Empire State Building de Manhattan à New York.
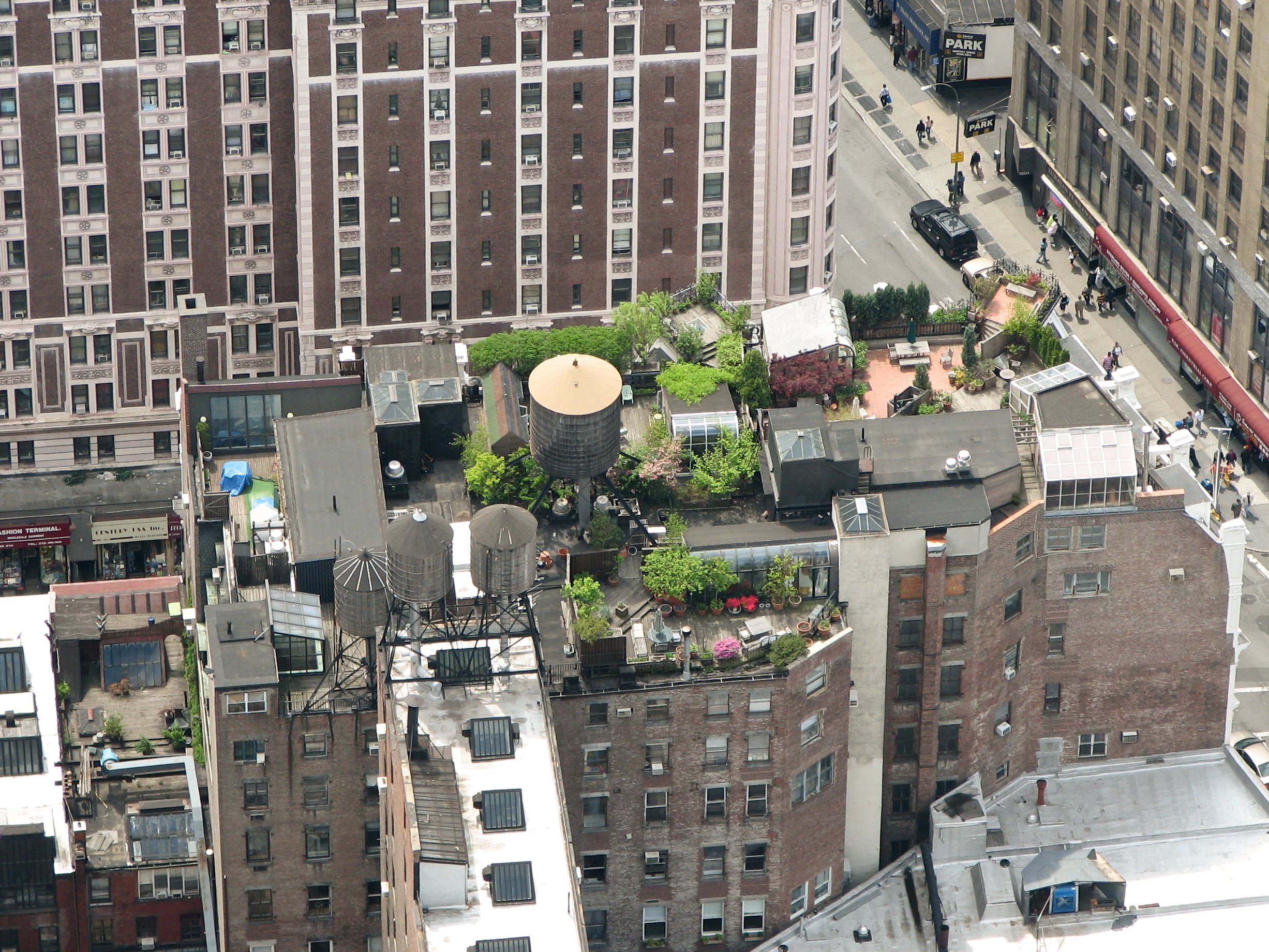
Penthouse et jardin de toiture vus depuis l'Empire State Building de Manhattan à New York.
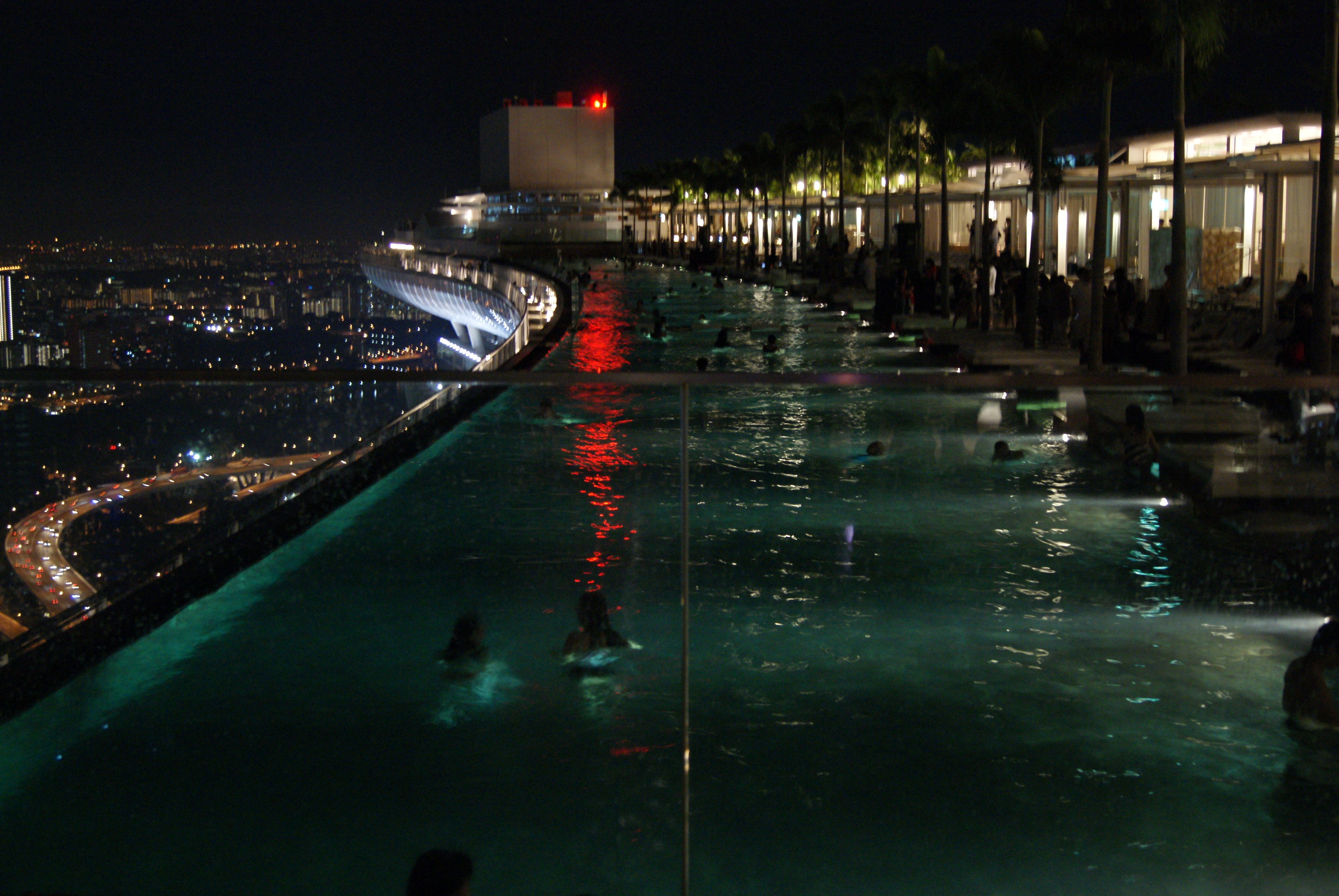
Penthouse et piscine du Marina Bay Sands de Singapour.
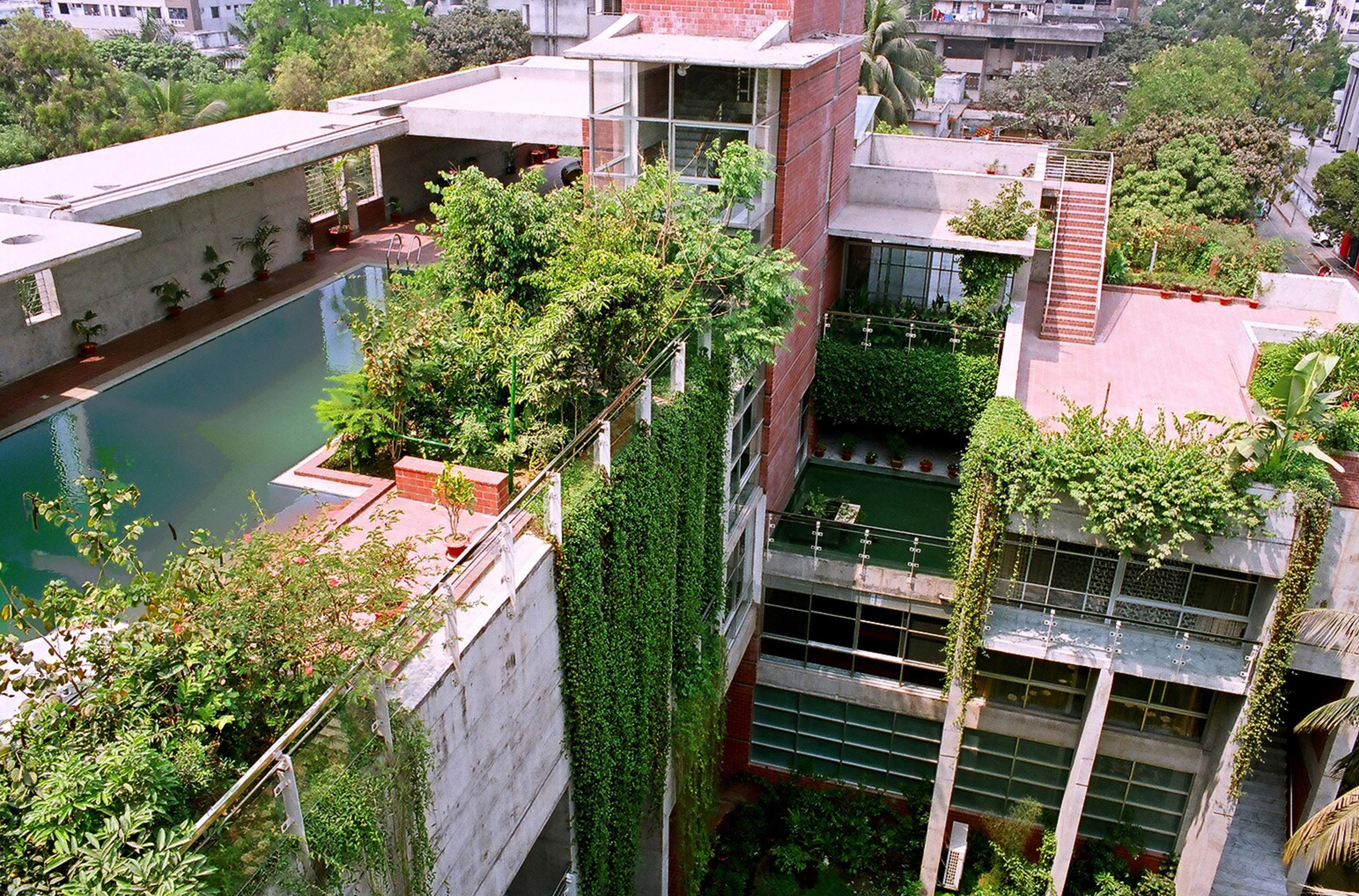
Résidence Meghna au Bangladesh.
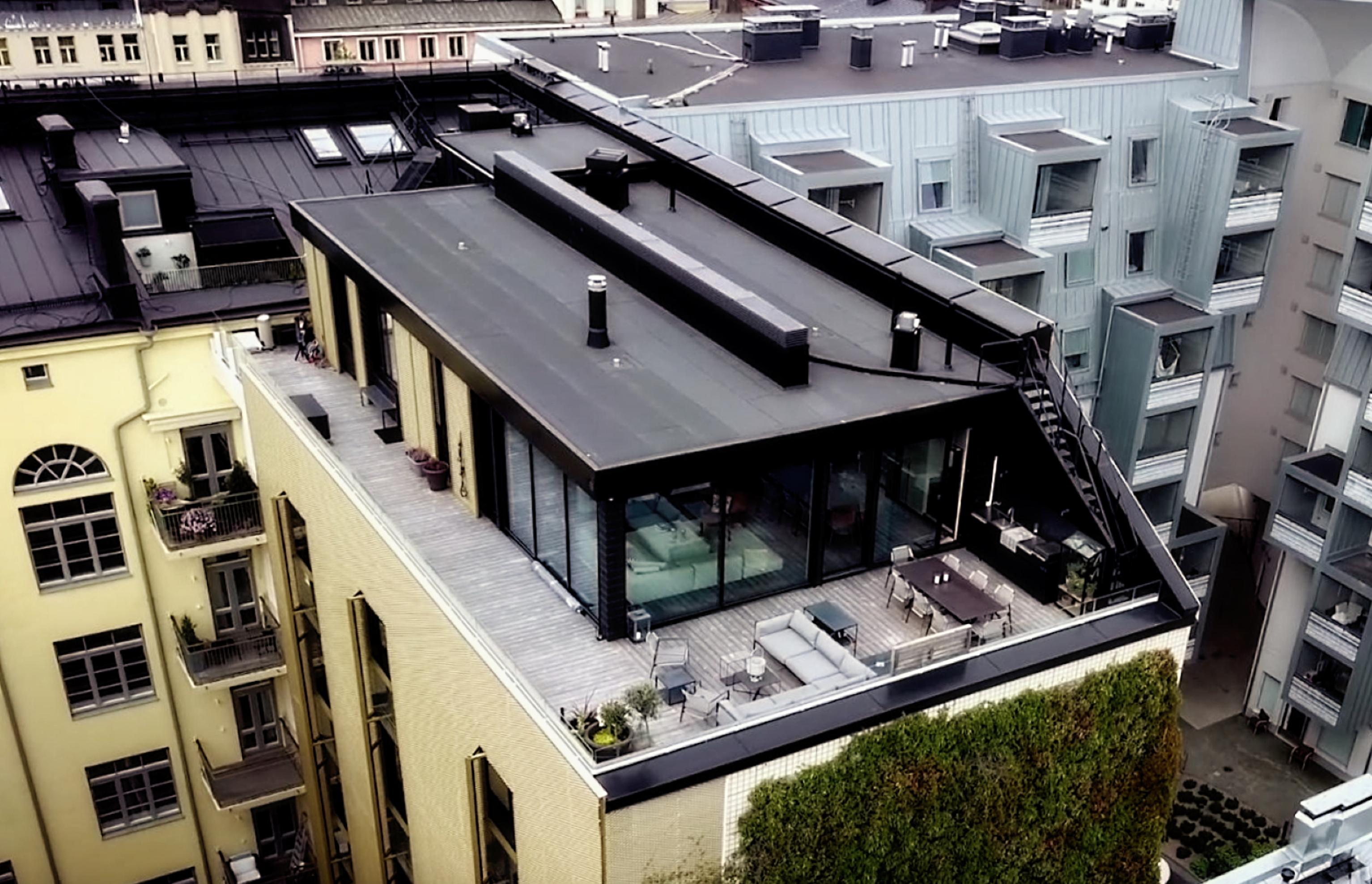
Penthouse sur les toits á Ullanlinna de Helsinki.
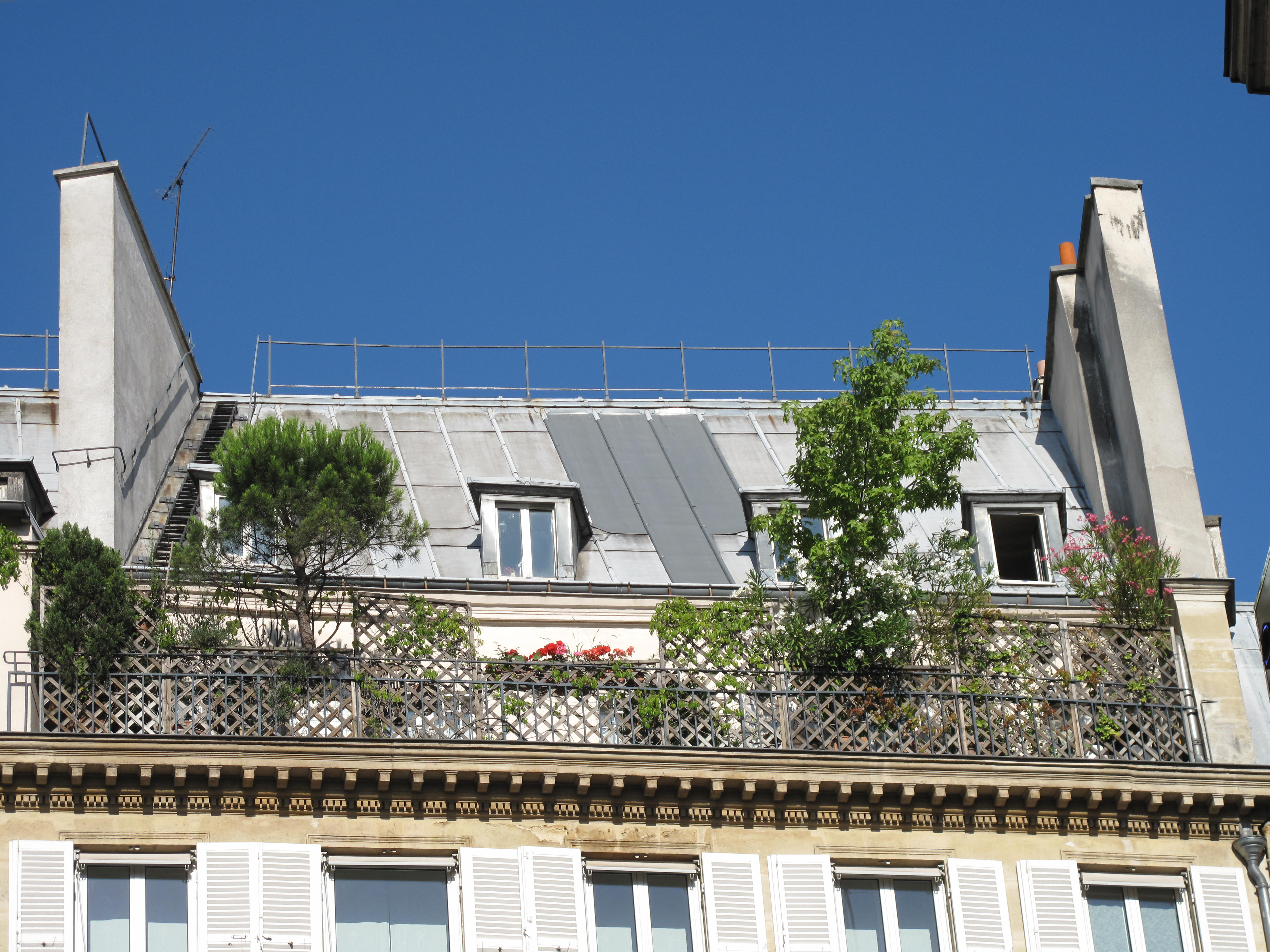
Penthouse sur les toits de Paris.
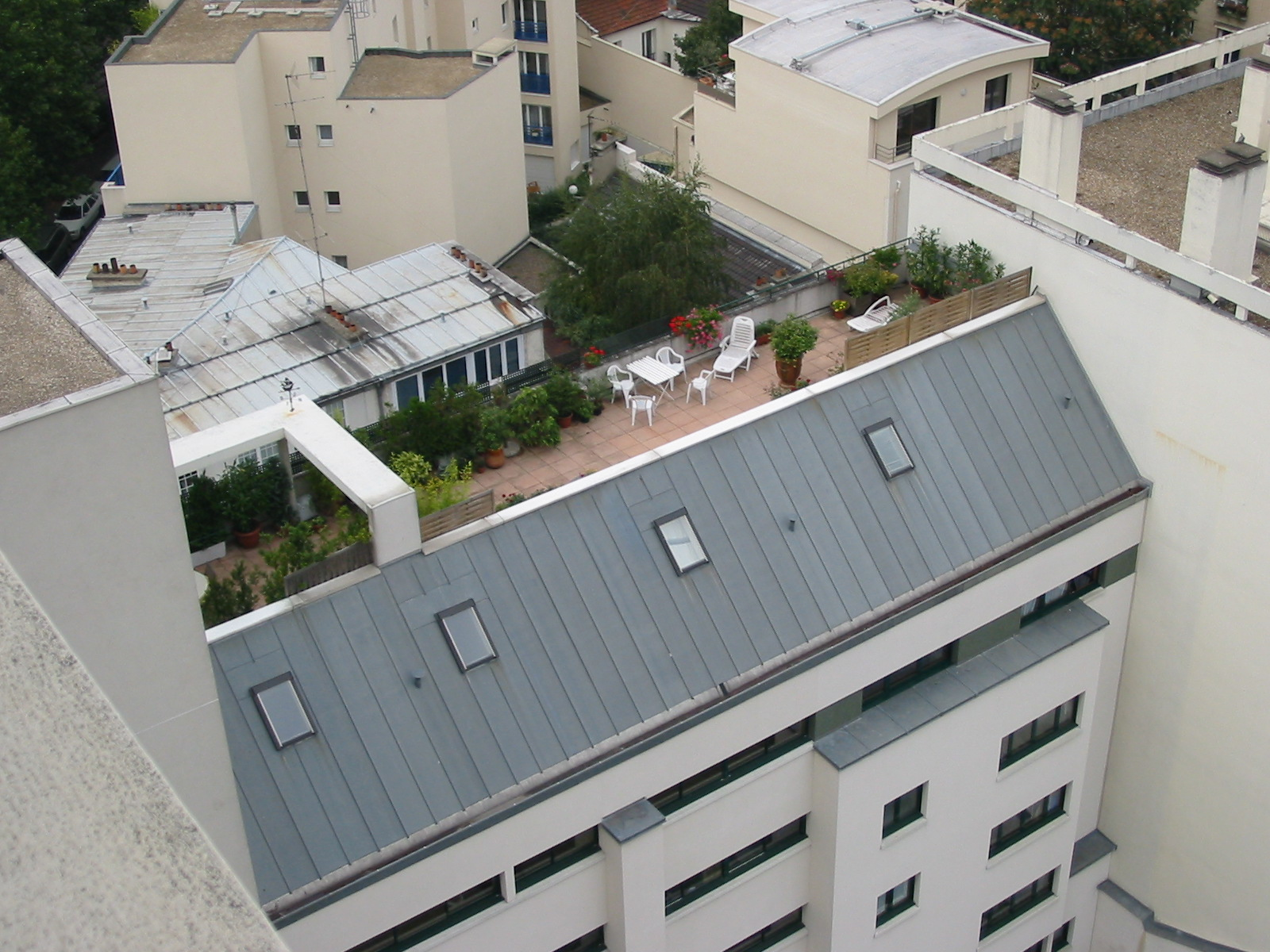
Penthouse sur les toits de Paris.

## Description
Généralement situés au cœur des villes, ces « villas » sur les toits ou îlots de verdure suspendus en plein ciel offrent le sentiment de se situer au-dessus de la vie urbaine. À l'image des lofts, ils sont un des nec plus ultra, rares et très recherchés et une niche de marché de l’offre immobilière.
Avec un prix au mètre carré parmi les plus élevés de la spéculation immobilière, selon le niveau de luxe, d'emplacement, de rareté ou de vue privilégiée, les penthouses sont souvent de grande taille, occupent généralement un étage entier, voire plusieurs étages et sont la plupart du temps luxueusement aménagés avec accès direct par ascenseur privé, baies vitrées sur terrasse aménagée, jardin de toiture, jardin d'hiver, véranda, solarium, piscine, bain tourbillon...